# Piha
Piha est une localité côtière de Nouvelle-Zélande située dans l’Île du Nord, sur la façade ouest de la région d‘Auckland.

## Population
Le village a une population de 600 résidents. C’est l’une des plages les plus populaires du secteur et une destination majeure pour les promenades de la journée pour les habitants d’Auckland, tout le long de l’année mais particulièrement en été.

## Situation
Le village de Piha est situé à 39 kilomètres à l’ouest du centre-ville d’Auckland, sur la côte de la mer de Tasman, vers le nord du mouillage de Manukau Harbour, sur le coin ouest de la chaîne de Waitakere.
Immédiatement vers le nord de Piha se trouve « Whites Beach », et immédiatement vers le sud se trouve la « baie de Mercer » ; toutes les deux sont accessibles uniquement à pied. Les plages les plus proches accessibles par la route sont celles de Karekare vers le sud et la plage d'Anawhata (en) vers le nord.

## Caractéristiques géologiques

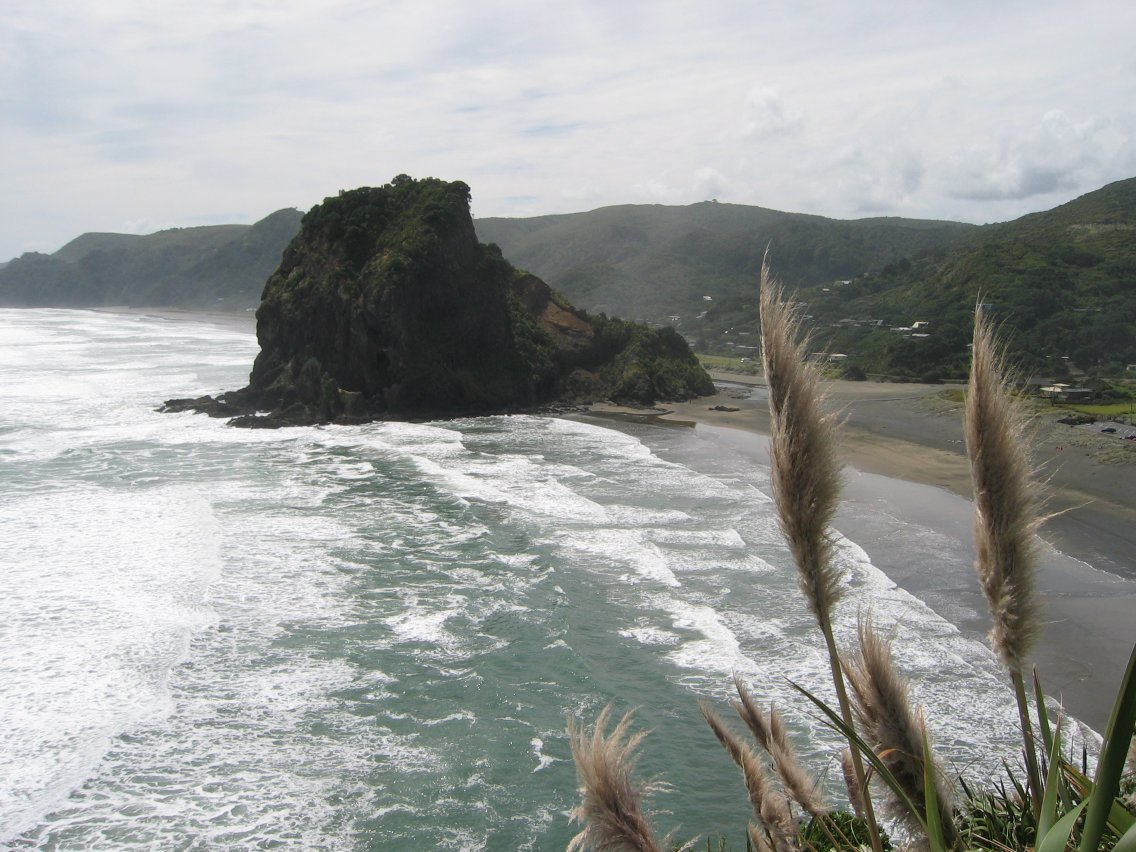
En regardant vers le nord au-dessus de l’extrémité sud de la plage de Piha en direction de Lion Rock, le nord de la plage de Piha est visible derrière.

Le secteur a gardé l’essentiel de sa beauté naturelle et son caractère isolé. Tout comme les deux spots de surf, situés à proximité, il y a aussi un lagon abrité et plusieurs ruisseaux. La ligne de côte sauvage est couverte de forêt provenant du prolongement de la chaîne de Waitakere, qui offrent de nombreuses possibilités de promenades, allant de facile à très difficile.
Piha est bien connu pour ses plages de sable noir lié au contenu ferrique, qui est d’origine volcanique.
Lion Rock (le « rocher du Lion ») est une formation naturelle séparant la partie nord et sud de la plage de Piha. C’est un neck volcanique érodé, datant de 16 millions d’année, nommé ainsi pour sa ressemblance avec un lion mâle allongé, vu de l’arrière (à partir de la plage). Lion Rock est immédiatement visible par les visiteurs, quand ils descendent le long du seul accès routier. Lion Rock est devenu l’icône non seulement de Piha, mais aussi de toute la côte ouest d’Auckland. Il est immortalisé sur un timbre ainsi que sur un livre écrit à propos du téléphone d’Auckland. En décembre 1919, un mémorial pour le personnel des scieries ayant servi lors de la Première guerre mondiale, fut inauguré sur «Lion Rock».

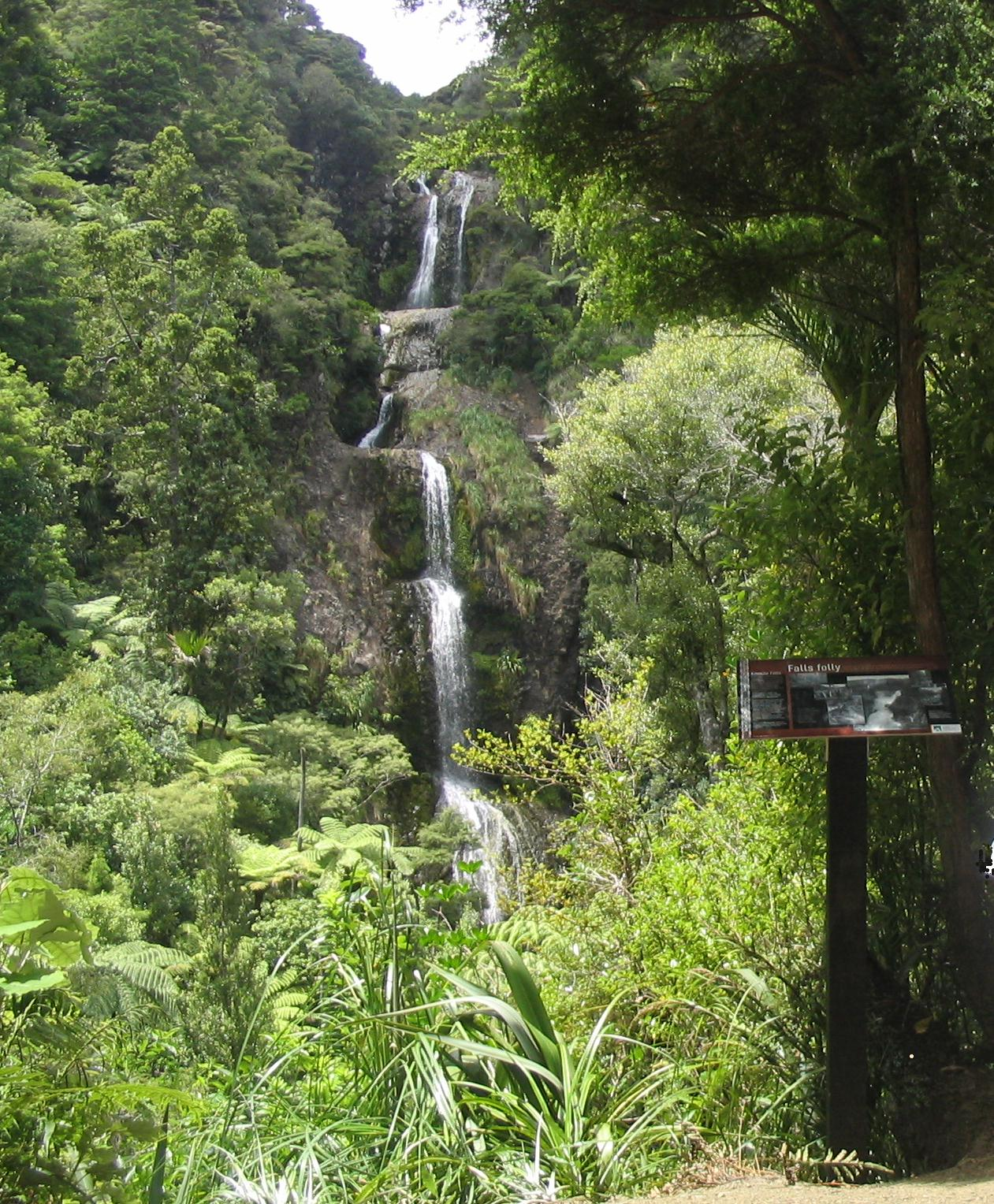
Chutes de.

Environ deux kilomètres à l’intérieur des terres, sur le trajet du cours d’eau nommé « Glen Esk stream », sont situées les chutes de Kitekite Falls (en), qui bien que peu larges, sont très pittoresques. La natation y est possible en toutes saisons (bien que seulement limitée par les froids sévères de l’été) dans une piscine située juste dessous des chutes, qui est recherchée par les familles (compte tenu des dangers des courants du bord de mer). Et à la même distance, le long de « Piha stream », se trouve aussi un petit canyon.
À environ un kilomètre au sud de « South Beach » se trouve aussi « The Gap », qui, à marée basse, forme un autre lagon et donne lieu à un Geyser maritime constitué par les mouvements de la mer remontant par un tunnel creusé dans le rocher.

## Surf

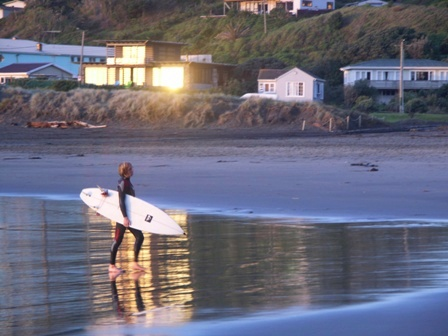
Un surfeur quittant l’eau.

Piha est le lieu de naissance du « board riding » en Nouvelle-Zélande en 1958. Elle est le lieu de compétitions nationales et internationales en Nouvelle-Zélande.
Deux clubs de sauvetage sportif fournissent des patrouilles pour le surf en été. 
- Le Piha Surf Life Saving Club (en) a été le cadre de l'émission de téléréalité Piha Rescue (en) (2001-2017). Il assure des patrouilles le long de la section de la plage située au sud de «Lion Rock».
- Le  United North Piha Lifeguard Service est responsable pour la section de la plage située au nord de « Lion Rock ».

Les deux clubs assurent des patrouilles dans les zones marquées par des fanions rouges et jaunes comme il est de coutume avec les services de secours en Nouvelle-Zélande et dans de nombreux autres pays. Les maîtres-nageurs conseillent de nager entre les drapeaux rouges et jaunes durant les heures de fonctionnement des patrouilles. Les courants d’arrachement le long de cette section de côte sont très imprévisibles et peuvent se déplacer sans prévenir. Ils coûtent de nombreuses vies malgré les efforts des sauveteurs. La plupart de ces noyades surviennent toutefois après la fin du service des sauveteurs, ou quand des pêcheurs habillés de lourds vêtements de protection tombent des rochers dans l’eau, hors de vue des services de sécurité. 
Après la mort de deux hommes sur la plage de Piha en février 2013, les maîtres nageurs ont déclaré que « l’eau rend fous les nageurs par son apparence parfaitement calme », dissimulant les courants et les gens pensent qu’ils pourront ressortir de l’eau s’ils sont bons nageurs.

## Télévision
La plage de Piha sert de cadre à une série de télé-réalité réputée de la chaîne néo-zélandaise TVNZ 1, Piha Rescue (en), qui porte sur la vie des sauveteurs exerçant sur la plage (2001-2017).

## Galerie

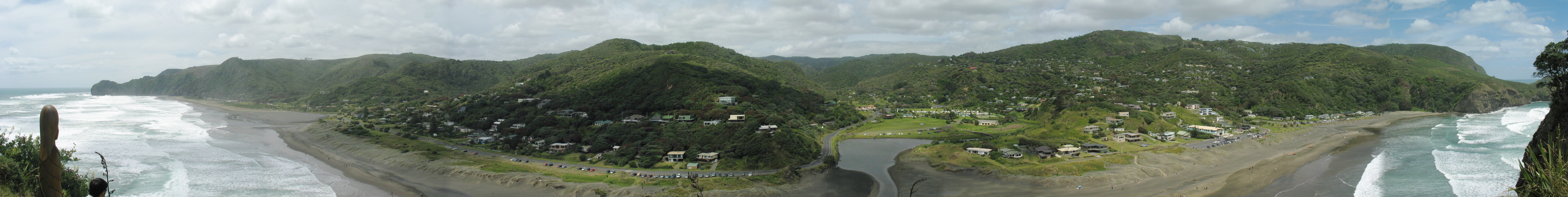
La vue à partir de «Lion Rock».

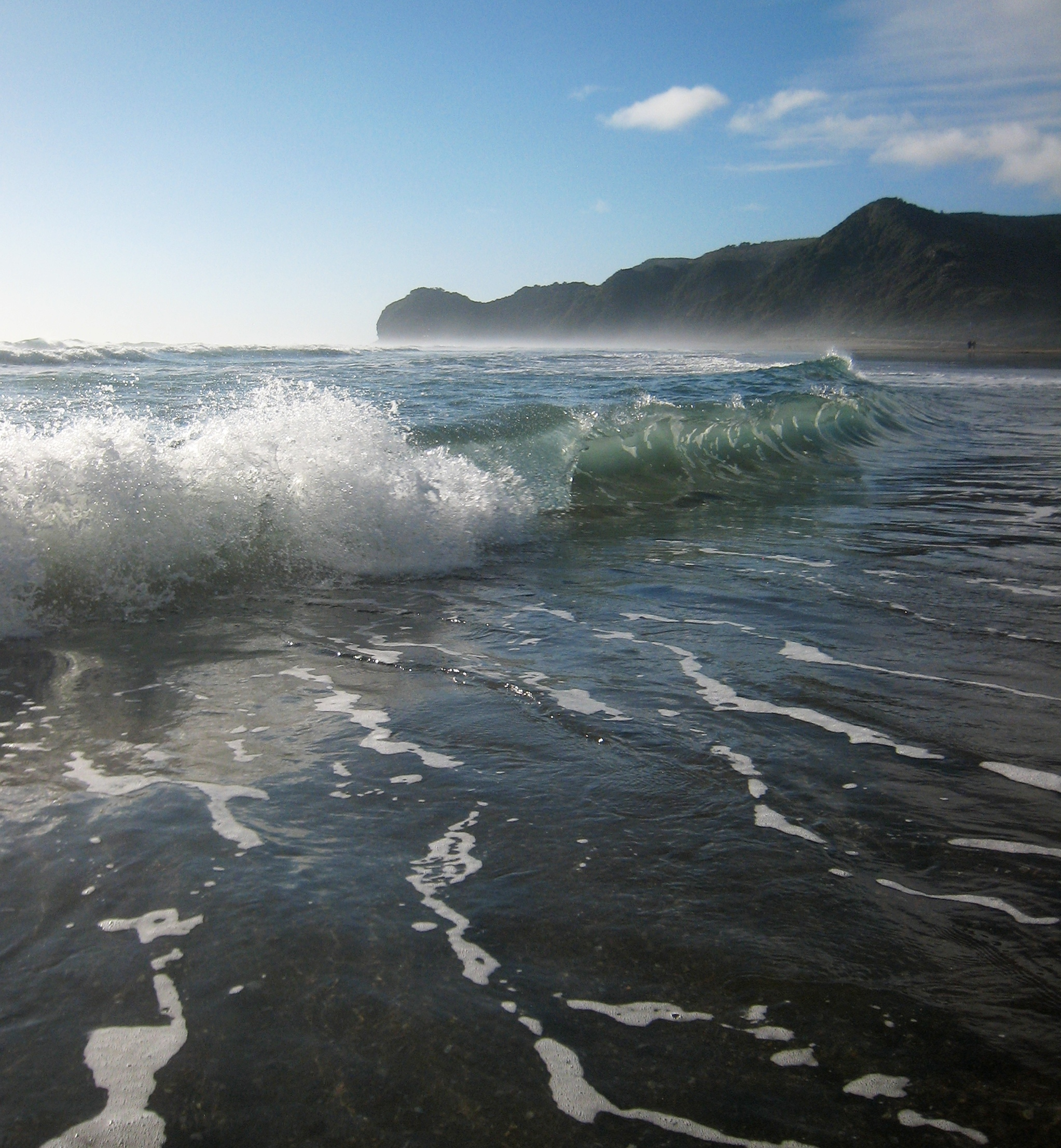
Les vagues se brisant au niveau de Piha nord.
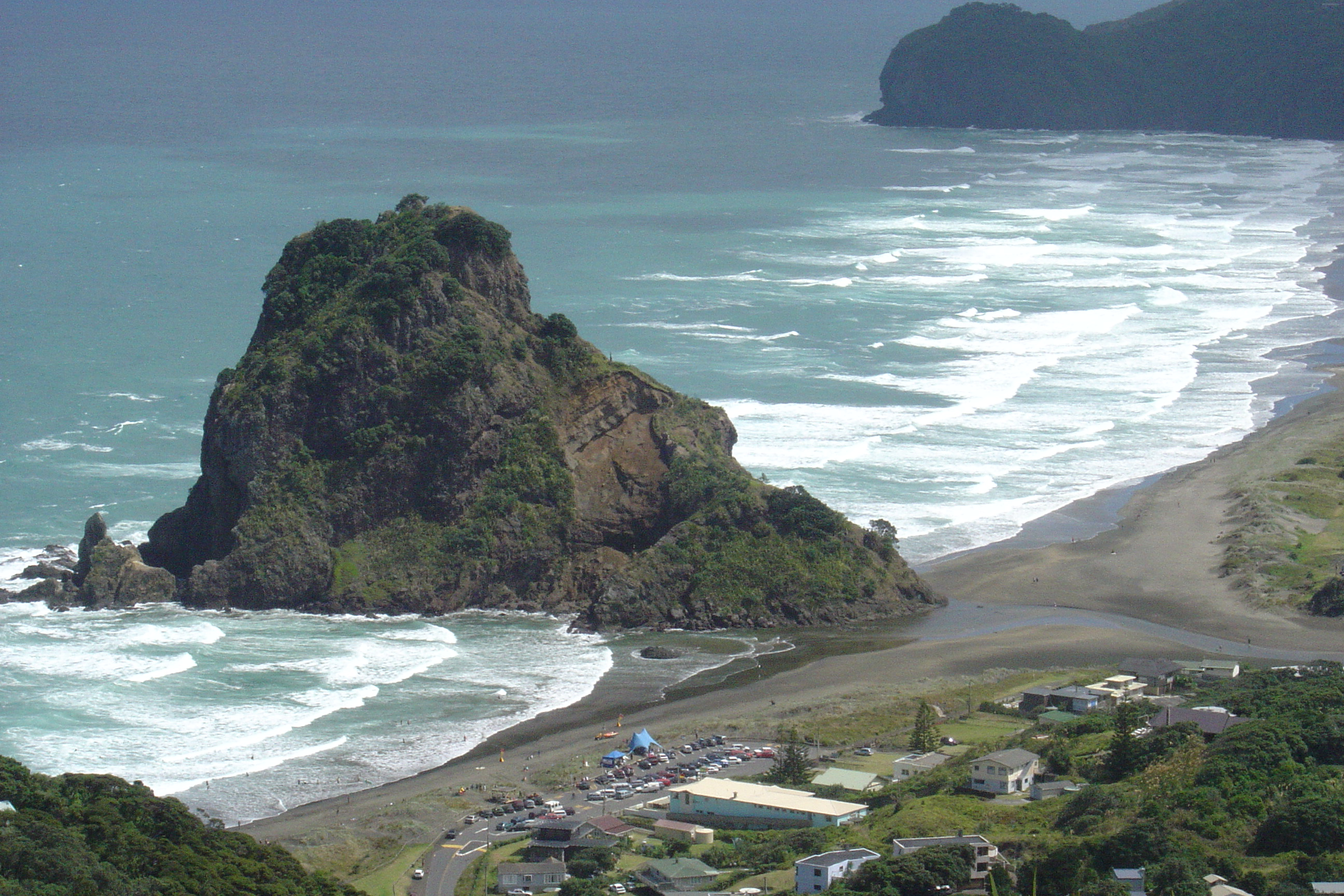
Piha et Lion Rock à partir de l’accès par la route au-dessus.
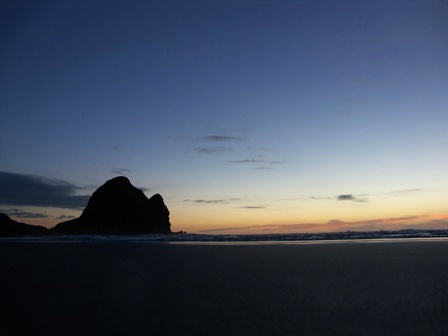
Piha après le coucher de soleil
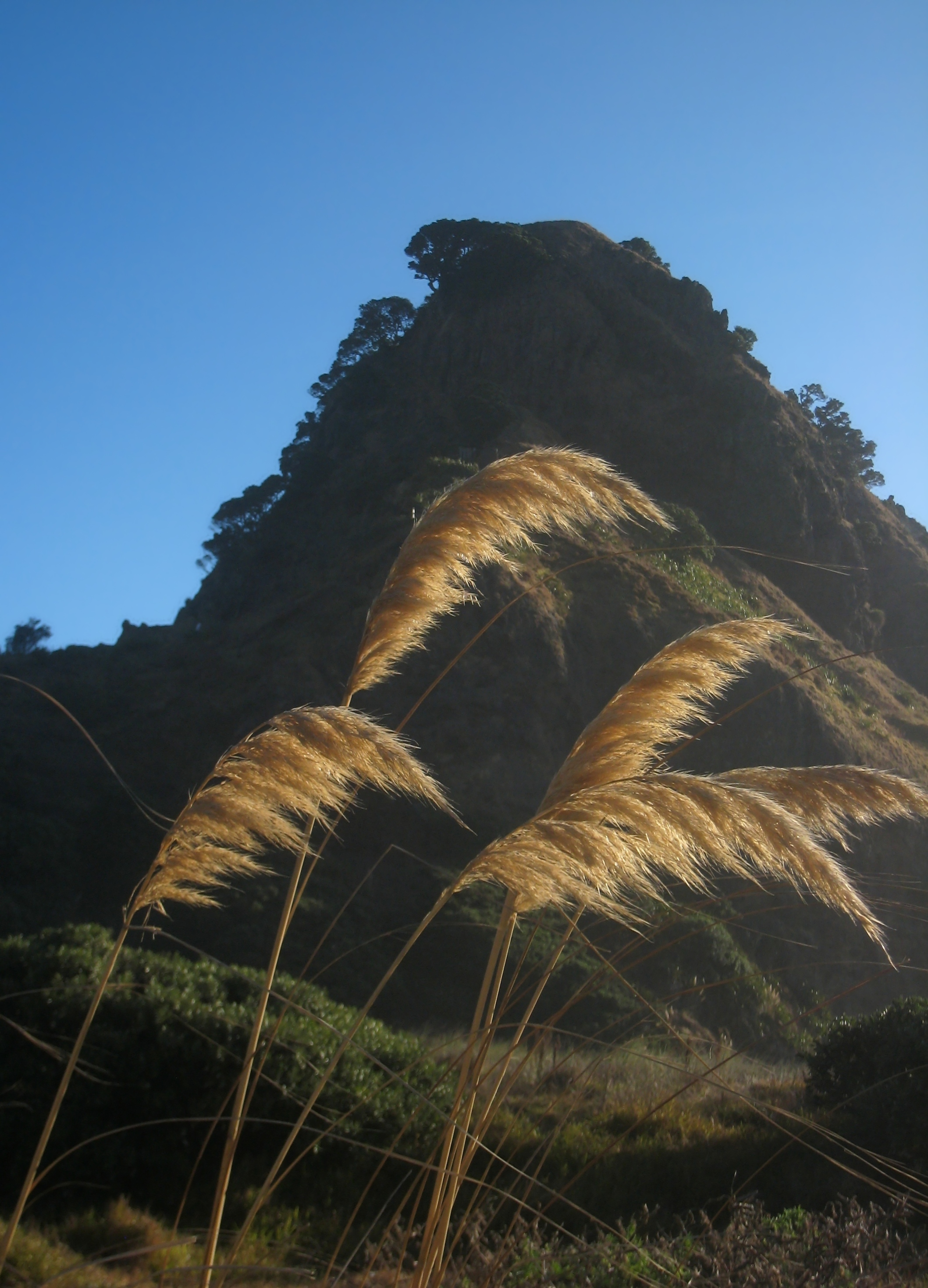
Plumes de Toetoe et Lion Rock